# 谷井健二
谷井 健二（たにい　けんじ、1983年12月11日 - ）は、熊本県出身の元サッカー選手、サッカー指導者。

## 来歴
熊本県の大津高等学校から、仙台大学に入部。その後は指導者として、流通経済大学、水戸啓明高等学校などでコーチを歴任し若手育成に当たった。
2016年1月14日、ロアッソ熊本のアカデミーGKコーチ 兼 トップチームGKアシスタントコーチに就任した。

## 所属クラブ
- 熊本県立大津高等学校
- 仙台大学

## 指導歴
- 流通経済大学 コーチ
- 水戸啓明高等学校サッカー部 コーチ
- 流通経済大学サッカー部 コーチ
- 2016年 - ロアッソ熊本
  - 2016年 アカデミーGKコーチ兼トップチームGKアシスタントコーチ
  - 2017年 - 2021年 ユース GKコーチ
    - 2019年 ジュニアユース GKコーチ (兼任)

  - 2022年 - 2024年 アカデミーGKコーチ
  - 2025年 - トップチーム GKコーチ